# Magic Wand Productions
Magic Wand Productions — частная компания, которая специализируется на разработке компьютерных игр. Располагается в городе Бухарест, Румыния. 

## История компании
Magic Wand Productions была основана в 2004 году. Наиболее известные разработки относятся к линейке игр Cabela’s, выпущенных по лицензии американской торговой сети Cabela's, занимающейся продажей принадлежностей для охоты, рыбалки и путешествий. Также несколько продуктов Magic Wand Productions выполнены по лицензии другого ритейлера, финской компании Rapala, которая специализируется на продаже принадлежностей для рыболовов. 
Первая игра Magic Wand Productions, Cabela’s Deer Hunt: 2005 Season, была выпущена в том же 2004 году. 
Игры компании издавались исключительно Activision. Помимо разработки полного цикла, когда Magic Wand Productions производила самостоятельно всю игру (Cabela's Big Game Hunter 2006: Trophy Season 2005 года или Rapala: Tournament Fishing, 2006), студия постоянно сотрудничала с двумя другими румынскими компаниями — FUN Labs и Sand Grain Studios, участвуя в совместной с ними разработке или занимаясь портированием их проектов.
Последней выпущенной игрой считается симулятор рыбалки Rapala's Fishing Frenzy, изданный в 2008 году на консоли Wii. После 2008 года не было дальнейших сведений о работе компании.

## Разработанные игры

Обложка диска Cabela’s Deer Hunt: 2005 Season.

- 2004 — Cabela’s Deer Hunt: 2005 Season (версия для ПК; PlayStation 2 — Sand Grain Studios; Xbox-версия — FUN Labs)[2]

- 2004 — Cabela's Big Game Hunter 2005 Adventures (версии для ПК и GameCube; Sand Grain — версия для PlayStation 2; Xbox-версия — FUN Labs)[3]

- 2004 — Rapala Pro Fishing (ПК-версия; версии для PlayStation 2 и PSP — Sand Grain; Xbox — FUN Labs)[4]

- 2005 — Cabela's Big Game Hunter 2006: Trophy Season (ПК-игра)[5]

- 2005 — Cabela's Outdoor Adventures (версия для GameCube; PlayStation 2 — Sand Grain; Xbox-версия — FUN Labs)[6]

- 2006 — Cabela's African Safari (ПК-версия; PlayStation 2 и PSP — Sand Grain; Xbox 360 — FUN Labs)[7]

- 2006 — Cabela's Alaskan Adventures (Cabela's Big Game Hunter: Alaskan Adventure — 10th Anniversary Edition) (ПК-версия; PlayStation 2 и PSP — Sand Grain; Xbox 360 — FUN Labs)[8]

- 2006 — Rapala: Tournament Fishing (Wii)[9]

- 2007 — The History Channel: Battle for the Pacific (версия для Wii; PlayStation 2 — Sand Grain[10]; X360, PS3 и ПК — Cauldron HQ)

- 2007 — Cabela's Big Game Hunter (Cabela's Big Game Hunter 2008) (версия для Wii; PlayStation 2 — Sand Grain; Xbox 360 — FUN Labs)[11]

- 2008 — NPPL Championship Paintball 2009 (Wii-версия[12]; версии для PlayStation 2, PlayStation 3 и Xbox 360)[13]

- 2008 — Rapala's Fishing Frenzy (Wii-версия; PlayStation 3 и Xbox 360 — Sand Grain)[14]